# Žakanje
Žakanje falu és község Horvátországban, a Károlyváros megyében. Közigazgatásilag Breznik Žakanjski, Brihovo, Bubnjarci, Bubnjarački Brod, Donji Bukovac Žakanjski, Ertić, Gornji Bukovac Žakanjski, Jadrići, Jugovac, Jurovo, Jurovski Brod, Kohanjac, Mala Paka, Mišinci, Mošanci, Pravutina, Sela Žakanjska, Sračak, Stankovci, Velika Paka és Zaluka Lipnička települések tartoznak hozzá.

## Fekvése
Károlyvárostól 22 km-re északnyugatra, a szlovén határ mellett fekszik. A község területén halad át az 1910-ben épített Károlyváros-Ljubljana vasútvonal, valamint több fontos közút. Itt halad át a Károlyvárost a Netretićen keresztül a jurovski brodi határátkelővel összekötő főút, valamint az Ozaljból Kamanjén keresztül a határhoz vezető útvonal is.

## Története
A község területe a múltban rendkívül gazdag volt vadakban és az itt kanyargó tiszta vizű Kulpa folyó hallal is bőségesen ellátta az itt élőket. A folyón több vízimalom is működött.
A mai Žakanje község területén a múltban számos nemesi kastély állt. Közülük a Bubnjarci kastélyt már a 15. században említik, egyik utolsó tulajdonosa az a Filip Šufflay volt, aki egyike volt kora legismertebb nagybirtokosainak. Ennek a kastélynak mára nyoma sem maradt. Jurovo kastélya egykor szép környezetével és a hozzá tartozó 225 hektáros birtokkal tűnt ki, valamikor a 16. század végén vagy a 17. század elején épült. Birtokosai a Zrínyiek, a Benich, a Modrusan és a Vraniczany családok voltak. A 20. században anyakönyvi hivatal működött benne. 1956-ban az akkori hatóságok a lebontása mellett döntöttek. A Žakanje feletti dombon állt a Šimunec-kastély, de magában Žakanjéban is volt kastélyuk a Zrínyieknek, a Benich és a Tomasich családoknak. Kastélyok álltak még egykor Zalukán, Kohanjecen, Jankovvrh és Obrh településeken is.
Žakanjén 1857-ben kezdte meg működését az első iskola. Az iskolaépület 1859-re készült el, majd 1900-ban bővítették. Az iskola 1958-ban költözött a mai helyére, az egykori szövetkezeti ház helyére. Az épületet 1972-ben bővítették, 1986-ban felújították. A községben rajta kívül még Velika Pakán és Bubnjarciban működik alapiskola. Az előbbi 1892-ben, az utóbbi 1922-ben kezdte meg működését. A településnek 1857-ben 220, 1910-ben 290 lakosa volt. A trianoni békeszerződésig Zágráb vármegye Károlyvárosi járásához tartozott. 2011-ben 24-en lakták. Lakói mezőgazdasággal, állattenyésztéssel, szőlőtermesztéssel foglalkoztak.

## Lakosság
| Lakosság változása | Lakosság változása | Lakosság változása | Lakosság változása | Lakosság változása | Lakosság változása | Lakosság változása | Lakosság változása | Lakosság változása | Lakosság változása | Lakosság változása | Lakosság változása | Lakosság változása | Lakosság változása | Lakosság változása | Lakosság változása |
| ------------------ | ------------------ | ------------------ | ------------------ | ------------------ | ------------------ | ------------------ | ------------------ | ------------------ | ------------------ | ------------------ | ------------------ | ------------------ | ------------------ | ------------------ | ------------------ |
| 1857               | 1869               | 1880               | 1890               | 1900               | 1910               | 1921               | 1931               | 1948               | 1953               | 1961               | 1971               | 1981               | 1991               | 2001               | 2011               |
| 220                | 285                | 315                | 330                | 267                | 290                | 270                | 258                | 222                | 206                | 159                | 96                 | 53                 | 51                 | 31                 | 24                 |

## Nevezetességei
- A Nagyboldogasszony tiszteletére szentelt plébániatemploma[4] 1896-ban épült egy korábbi kápolna helyén. Egyhajós, négyszög alaprajzú templom, a nyugati homlokzat felett emelkedő harangtoronnyal. Legértékesebb része az 1776-ból származó Szent Mihálynak szentelt márványoltár, melyet a zágrábi székesegyházból hoztak ide át. A templom sírboltjában az egykori kegyúr, a Tomasich család tagjai nyugszanak.
- A falu felett emelkedő dombon állt a Šimunec család kastélya. A 17. században a dombot is Šimunvrhnek azaz Simunhegynek nevezték. A birtokot 1651-ben Zrínyi Péter horvát bán Kolarich Gáspárnak adta, majd utána több tulajdonosa volt, végül a Vuk családé volt.